# Mk.18

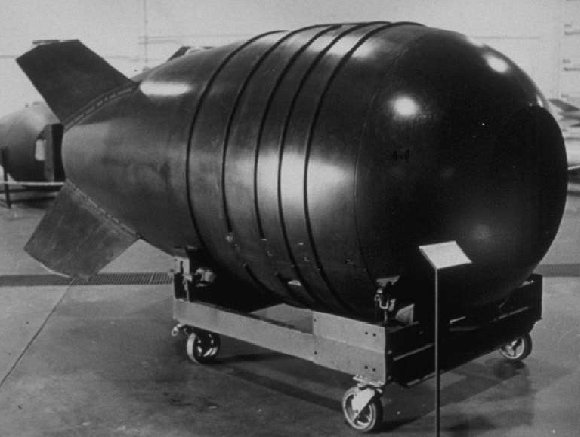
Атомная бомба Mk.18 внешне не отличалась от Mk.6

Mk.18 (Mark 18) — американская 500-килотонная урановая бомба. Самое мощное чисто ядерное — т.е. не использующее вообще реакцию синтеза — оружие, когда-либо созданное в США. Разрабатывалась Лос-Аламосской национальной лабораторией параллельно с первыми вариантами водородных боеприпасов и должна была послужить запасным решением на случай задержек или проблем с разработкой таковых. Также известна как "суперораллоевая" бомба.

## История
В начале 1950-х, в ответ на очевидный успех советской ядерной программы, правительство США авторизовало масштабный проект увеличения и усовершенствования американского ядерного арсенала. Важной частью таковой предполагалось создание термоядерного оружия мегатонного эквивалента; до этого, атомный арсенал США состоял из ядерных бомб эквивалентом не более 100-150 килотонн.
Экспериментальный образец термоядерной бомбы на криогенном топливе — жидком дейтерии — был готов к испытаниям в 1952 году. Однако, не было полной уверенности что термоядерная бомба (представлявшая собой на тот момент совершенно новое направление в теории и практике) сработает как надо, и представлялось неясным, как скоро удастся создать термоядерное устройство достаточно компактное для полевого применения. Прототип криогенной ядерной бомбы TX-16 весил 82 тонны и было очевидно, что даже если его удастся уменьшить до приемлемых размеров, охлажденный жидкий дейтерий будет очень неудобен в обращении.
В качестве временного решения проблемы, физики предложили создать сверхмощную атомную бомбу очень высокого эквивалента. Расчеты показывали, что, используя обогащенный уран (ораллой, в терминологии 1950-х) вместо плутония в ядре стандартной стратегической атомной бомбы Mk.6 можно увеличить её эквивалент до сотен килотонн. Подобное "суператомное" оружие могло быть создано быстро и принято на вооружение как промежуточное решение до создания эффективных образцов термоядерного оружия.

## Конструкция
Mk.18 — самая мощная американская бомба, основанная лишь на реакции деления (без использования термоядерных реакций). Была разработана на базе серийной атомной бомбы Mk.6, и имела точно такой же корпус, и 92-линзовый заряд имплозивного типа. Основным отличием была делящаяся начинка бомбы; в центре заряда размещалось ядро из высокообогащённого урана-235 массой от 60 до 90 кг. С учетом нейтронного отражателя, изготовленного из природного урана, бомба содержала более четырех критических масс делящегося вещества.
Из-за многократного превышения критической массы, бомба Mk.18 была опасна в эксплуатации. Любой инцидент, повлекший за собой подрыв части взрывчатых линз Mk.18 мог привести к ядерному взрыву мощностью порядка нескольких килотонн; обычная Mk.6 при этом просто разрушилась бы без взрыва. Чтобы избежать случайного подрыва, внутрь ядра бомбы помещалась длинная цепь из бор-алюминиевого сплава, игравшая роль поглотителя нейтронов. Эта цепь вытягивалась и извлекалась только непосредственно перед сбросом бомбы.
Эквивалент бомбы Mk.18 составлял 500 килотонн, что было продемонстрировано на практике в ходе испытания "Ivy King". По массогабаритным характеристикам бомба практически не отличалась от обычной Mk.6, имея каплевидную форму, длину порядка 3,2 метров и диаметр 1,5 метра. Она, однако, была тяжелее и весила порядка 4500 кг.

## Производство
Бомба производилась серийно, с июля 1953 г. по февраль 1955 г.; всего было изготовлено 90 единиц. Производство Мк.18 было прекращено после успешных испытаний твердотельных термоядерных бомб на изотопах лития, пригодных для воздушной транспортировки. После принятия на вооружение серийного термоядерного оружия, необходимость в опасных и ненадежных атомных супербомбах исчезла. Все изготовленные бомбы Mk.18 были переделаны (путём уменьшения количества делящегося вещества до одной критической массы) в стандартные Mk.6 в 1956 году.